# دادگاه پزشکان
دادگاه پزشکان (انگلیسی: Doctors' trial) اولین دادگاه از ۱۲ دادگاه رسیدگی به جنایت جنگی نازی‌ها در جنگ جهانی دوم بود که توسط نیروهای آمریکایی از اکتبر ۱۹۴۶ تا اوت ۱۹۴۷ در نورنبرگ برگزار شد.
۲۰ نفر از ۲۳ متهم حاضر در دادگاه پزشک بودند که در آزمایش‌های غیرانسانی نازی‌ها و عملیات تی۴ نقش داشتند.
هفت نفر تبرئه و هفت نفر به اعدام محکوم شدند. باقی آن‌ها حکم‌های مختلفی، از ۱۰ سال حبس تا حبس ابد، دریافت کردند. همگی متهمان محکوم به مرگ در ۲ ژوئن ۱۹۴۸ در زندان لاندسبرگ به‌دار آویخته‌شدند.